# Sharans flygplats
Sharans flygplats, eller Sharanas flygplats, är en flygplats i Afghanistan. Den ligger i distriktet Sharan, i provinsen Paktika, i den centrala delen av landet, 160 kilometer söder om huvudstaden Kabul. Flygplatsen ligger 2 234 meter över havet.